# Mancikellia parrussetensis
Mancikellia parrussetensis is een tweekleppigensoort uit de familie van de Montacutidae. De wetenschappelijke naam van de soort is voor het eerst geldig gepubliceerd in 1999 door Giribet & Peñas.